# Dąbrówka (powiat biłgorajski)
Dąbrówka – wieś w Polsce położona w województwie lubelskim, w powiecie biłgorajskim, w gminie Potok Górny.
| SIMC    | Nazwa | Rodzaj    |
| ------- | ----- | --------- |
| 0896261 | Dół   | część wsi |
| 0896278 | Górki | część wsi |

W latach 1975–1998 miejscowość należała administracyjnie do województwa zamojskiego. 
Wieś jest sołectwem w gminie Potok Górny. Według Narodowego Spisu Powszechnego z roku 2011 wieś liczyła 458 mieszkańców i była piątą co do liczby ludności miejscowością gminy.
Wierni Kościoła rzymskokatolickiego należą do parafii św. Jana Chrzciciela w Potoku Górnym.

## Historia
Dnia 19 grudnia 1942 roku żołnierze niemieccy z udziałem Ukraińców na niemieckiej służbie dokonała pacyfikacji wsi w odwecie za domniemaną pomoc partyzantom. Hitlerowcy zamordowali 5 osób oraz spalili kilkanaście zabudowań mieszkalnych i gospodarczych rabując mienie właścicieli.